# Zlati legat
Zlati legat je nagrada, ki jo DOPPS vsako leto podeljuje slovenskim ornitologom za najboljše delo s področja ornitologije, objavljeno v preteklem koledarskem letu doma ali na tujem. Avtor nagrajenega dela poleg priznanja prejme tudi denarno nagrado v višini najmanj 200 evrov. 